# Antheraea oculea
Antheraea oculea är en fjärilsart som beskrevs av Berthold Neumoegen 1883. Antheraea oculea ingår i släktet Antheraea och familjen påfågelsspinnare. Inga underarter finns listade i Catalogue of Life.

## Bildgalleri

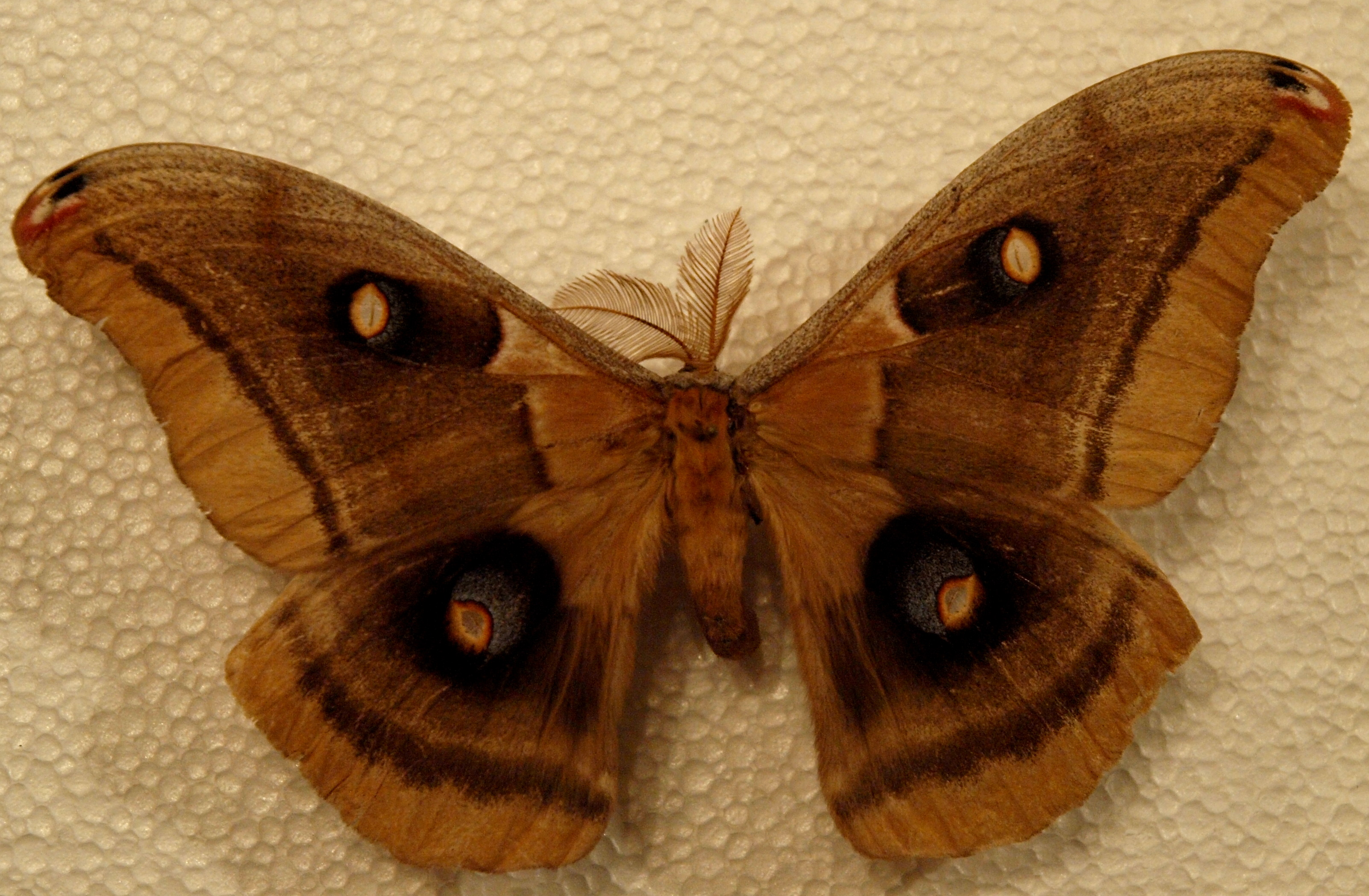